# Erft
Erft este un afluent pe partea stângă al Rinului, râul are lungimea de 103 km situat în apropiere de Eifel landul Renania de Nord-Westfalia, Germania.

## Galerie de imagini

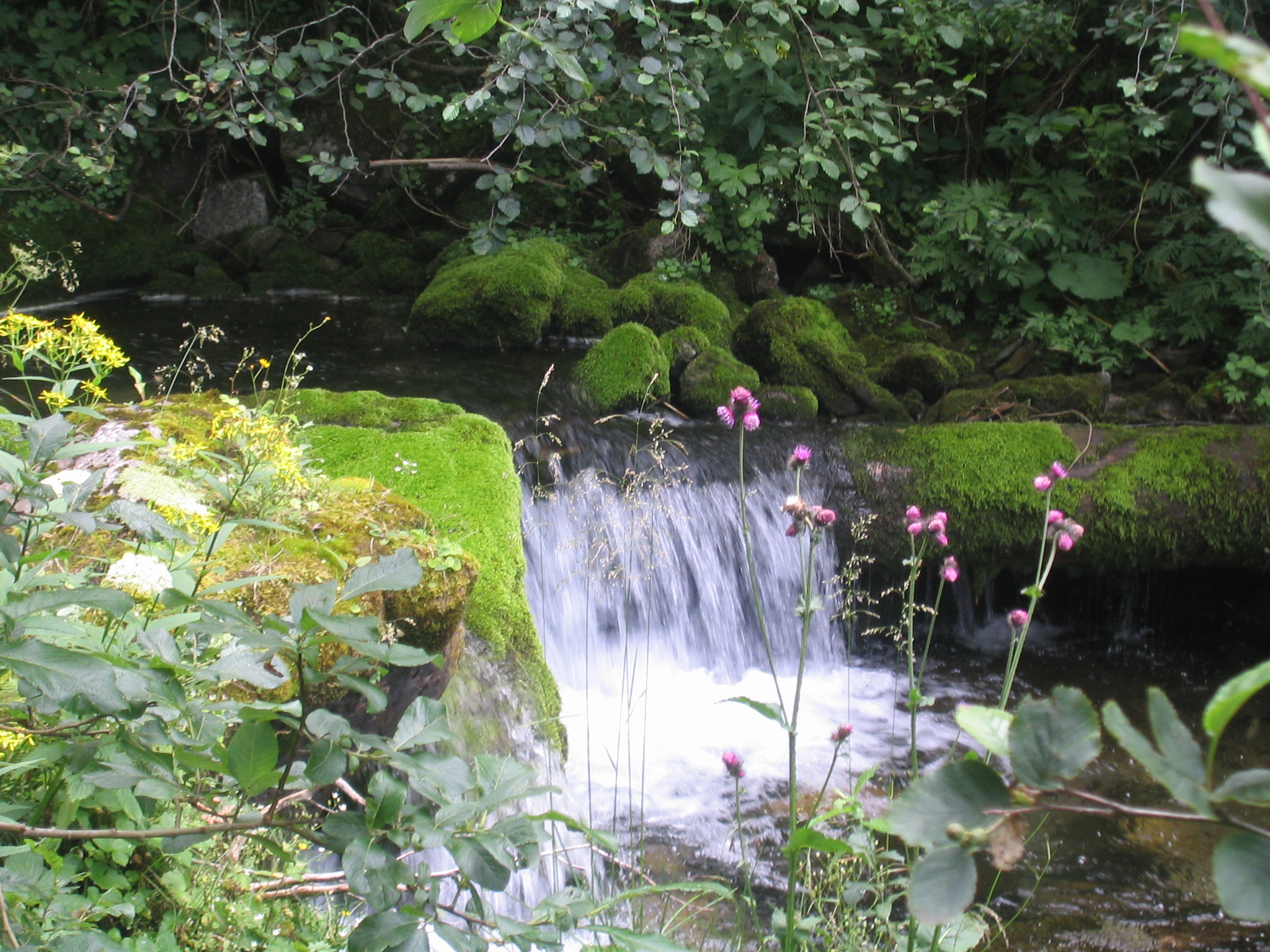
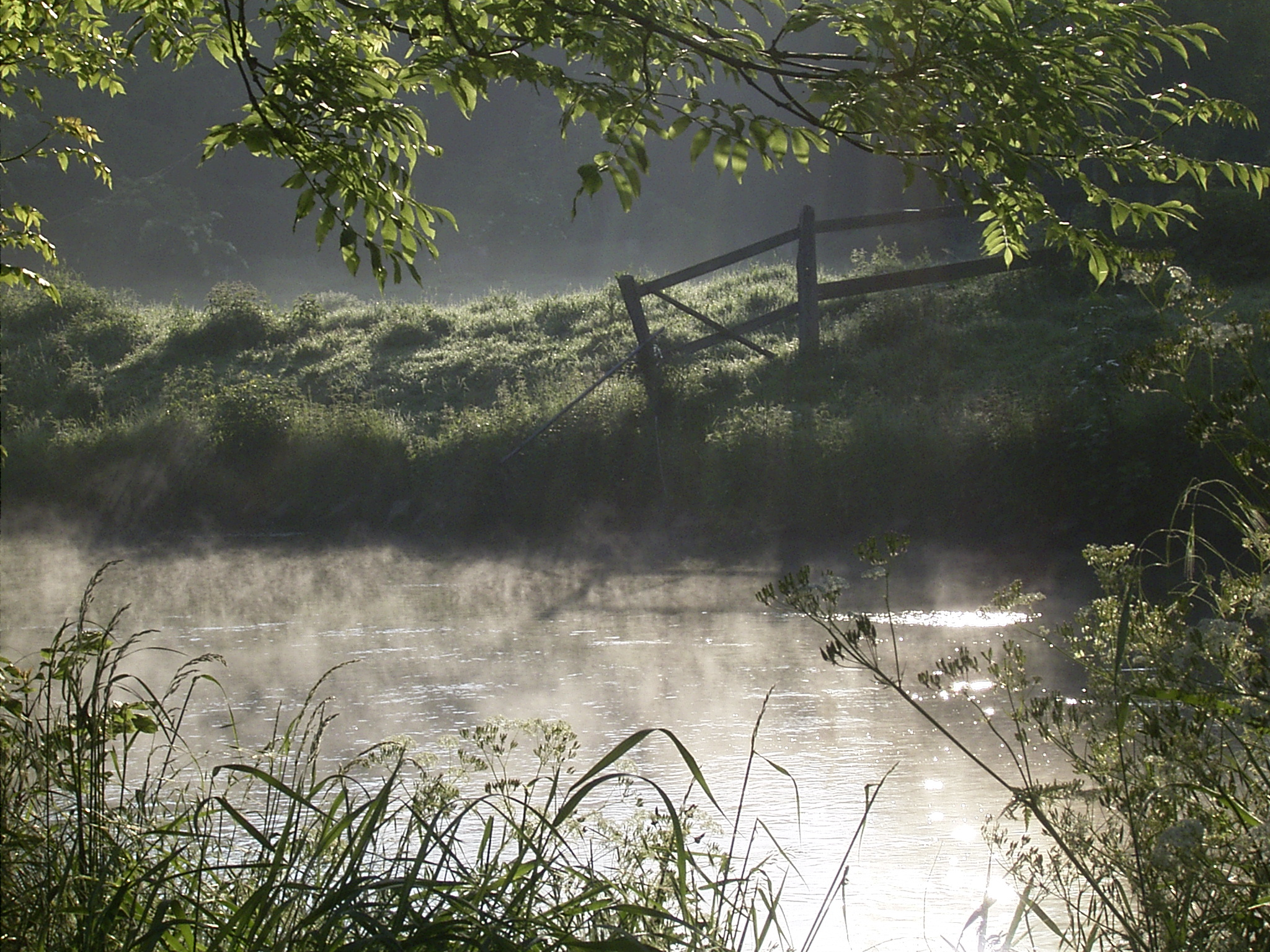

## Localități traversate
- Nettersheim-Holzmülheim
- Bad Münstereifel
- Bad Münstereifel-Iversheim
- Bad Münstereifel-Arloff
- Euskirchen-Kreuzweingarten
- Euskirchen-Rheder
- Euskirchen-Stotzheim
- Euskirchen
- Weilerswist-Bodenheim
- Weilerswist-Lommersum
- Weilerswist-Vernich
- Weilerswist
- Erftstadt-Bliesheim
- Erftstadt-Liblar
- Erftstadt-Blessem
- Kerpen-Türnich
- Kerpen
- Kerpen-Horrem
- Bergheim-Thorr
- Bergheim
- Bergheim Quadrath-Ichendorf
- Bergheim-Zieverich
- Bergheim-Paffendorf
- Bergheim-Glesch
- Bedburg
- Bedburg-Kaster
- Bedburg-Broich
- Grevenbroich-Frimmersdorf
- Grevenbroich-Neuenhausen
- Grevenbroich
- Grevenbroich-Wevelinghoven
- Grevenbroich-Kapellen
- Grevenbroich-Hülchrath
- Neuss-Holzheim-Minkel
- Neuss-Holzheim
- Neuss-Weckhoven
- Neuss-Selikum
- Neuss-Gnadenthal
- Neuss-Grimlinghausen